# Sture Ekengren
Per Sture Ferdinand Ekengren, född 11 augusti 1918 i Bromma, död 27 oktober 1996 i Järvsö, var en svensk målare, tecknare och skulptör.
Han var son till Louise Borgstrand och från 1944 gift med Kerstin Holm
Ekengren studerade vid Högre konstindustriella skolan i Stockholm och Konsthögskolan 1943–1947 samt under studieresor och stipendieresor till bland annat Norge, Danmark, Frankrike och Spanien. Separat ställde han ut på Zornmuseet i Mora och Hudiksvalls museum och medverkade i Nationalmuseums Unga tecknare ett flertal gånger samt med Sveriges allmänna konstförening. 